# Geometrische eenheden
Geometrische eenheden zijn natuurlijke eenheden die gebruikt worden in de algemene relativiteitstheorie om de formules te vereenvoudigen. Geometrische eenheden zijn zodanig gekozen dat de lichtsnelheid c en de gravitatieconstante G de waarde 1 hebben. De eenheid van lengte is gewoon de meter, en veel andere eenheden worden daar ook in uitgedrukt.
De numerieke waarde van c is 1 als voor de eenheid van tijd 1 meter / c gekozen wordt, ongeveer 3,3 ns (nanoseconde), want het licht legt in die tijd een meter af.
Maar in het geometrisch stelsel is voor de tijd een andere dimensie gekozen.
De tijd heeft, net als afstand, de dimensie lengte, in overeenstemming met tijd in de 4-dimensionale ruimtetijd.
Een tijd wordt geïdentificeerd met de lengte die het licht in die tijd aflegt, door te vermenigvuldigen met de lichtsnelheid c = 3,00 × 108 m/s. De lichtsnelheid heeft dan niet slechts de numerieke waarde 1, maar de lichtsnelheid is dan het dimensieloze getal 1.
Ook massa heeft de dimensie lengte.
Een massa wordt geïdentificeerd met een lengte door te vermenigvuldigen met G/c2 = 7,42 × 10 −28 m/kg (met als resultaat de helft van de schwarzschildradius). De Aarde heeft dan een massa van 4,5 mm, en de Zon een van 1,5 km.
Een snelheid wordt uitgedrukt als dimensieloze fractie van de lichtsnelheid, door te delen door c.
Een versnelling wordt uitgedrukt als snelheidstoename per "meter tijd", door te delen door c2.
Een massa van 1 m geeft hiermee dus volgens de gravitatiewet van Newton op een afstand van 1 m een versnelling van 1/m.
| Grootheid               | SI-dimensie    | Geometrische dimensie | Vermenigvuldigingsfactor  |
| ----------------------- | -------------- | --------------------- | ------------------------- |
| Lengte, afstand         | [L]            | [L]                   | 1                         |
| Tijd                    | [T]            | [L]                   | c = 3,00 × 108 m/s        |
| Massa                   | [M]            | [L]                   | G c−2 = 7,42 × 10−28 m/kg |
| Snelheid                | [L T−1]        | 1                     | c−1                       |
| Hoeksnelheid            | [T−1]          | [L−1]                 | c−1                       |
| Versnelling             | [L T−2]        | [L−1]                 | c−2                       |
| Energie                 | [M L2 T−2]     | [L]                   | G c−4                     |
| Energiedichtheid        | [M L−1 T−2]    | [L−2]                 | G c−4                     |
| Impulsmoment            | [M L2 T−1]     | [L2]                  | G c−3                     |
| Kracht                  | [M L T−2]      | 1                     | G c−4                     |
| Vermogen                | [M L2 T−3]     | 1                     | G c−5                     |
| Druk                    | [M L−1 T−2]    | [L−2]                 | G c−4                     |
| Dichtheid               | [M L−3]        | [L−2]                 | G c−2                     |
| Elektrische lading      | [T I]          | [L]                   | G1/2 c−2 ε0−1/2           |
| Elektrische potentiaal  | [M L2 T−3 I−1] | 1                     | G1/2 c−2 ε01/2            |
| Elektrische veldsterkte | [M L T−3 I−1]  | [L−1]                 | G1/2 c−2 ε01/2            |
| Magnetische veldsterkte | [M T−2 I−1]    | [L−1]                 | G1/2 c−1 ε01/2            |

## Conversie
| [ 1 ] | m                      | kg                   | s                      | C                      | K                        |
| ----- | ---------------------- | -------------------- | ---------------------- | ---------------------- | ------------------------ |
| m     | 1                      | c2/G [kg/m]          | 1/c [s/m]              | c2/(G/(4πε0))1/2 [C/m] | c4/(GkB) [K/m]           |
| kg    | G/c2 [m/kg]            | 1                    | G/c3 [s/kg]            | (G 4πε0)1/2 [C/kg]     | c2/kB [K/kg]             |
| s     | c [m/s]                | c3/G [kg/s]          | 1                      | c3/(G/(4πε0))1/2 [C/s] | c5/(GkB) [K/s]           |
| C     | (G/(4πε0))1/2/c2 [m/C] | 1/(G 4πε0)1/2 [kg/C] | (G/(4πε0))1/2/c3 [s/C] | 1                      | c2/(kB(G 4πε0)1/2) [K/C] |
| K     | GkB/c4 [m/K]           | kB/c2 [kg/K]         | GkB/c5 [s/K]           | kB(G 4πε0)1/2/c2 [C/K] | 1                        |